# Hans Norbert Fügen
Hans Norbert Fügen (* 6. Juni 1925 in Mainz; † 22. Oktober 2005) war ein deutscher Hochschullehrer und Literatursoziologe.

## Leben
Sein durch Krieg und Krankheit bedingtes verspätetes Studium der Soziologie, Germanistik und Philosophie an der Universität Mainz schloss er 1962 mit der Promotion ab. Seine Dissertation Die Hauptrichtungen der Literatursoziologie und ihre Methoden. Ein Beitrag zur literatursoziologischen Theorie erschien zwei Jahre später als Buch. Nach seiner Habilitation übernahm er 1972 die Stelle eines Wissenschaftlichen Rates an der Universität Heidelberg, die später in eine Professur für Soziologie überführt wurde. Die Folgen einer Kriegsverletzung, die er als junger Soldat am Ende des Zweiten Weltkrieges erlitten hatte, zwangen ihn in den vorzeitigen Ruhestand.

## Werk
Als Gegenstand der Literatursoziologie bestimmt Fügen intersubjektives Handeln der an der Literatur beteiligten Menschen. Sie ist nicht am literarischen Werk als ästhetischem Gegenstand interessiert. Bedeutsam wird Literatur für sie nur insofern, als sich Handeln mit ihr, an ihr und für sie vollzieht. Damit nähert Fügen sich der Position von Alphons Silbermann an. Aus seiner Darstellung der marxistischen Literaturbetrachtung zieht er den Schluss, dass durch sie der Gegenstand der Literatursoziologie nach seinem Verständnis „mehr negativ als positiv sichtbar“ werde. Wenn nicht die ästhetische Struktur des Werks, weder Form noch Inhalt, sondern „lediglich das Drumherum, nämlich die Produktion, die Distribution und die Rezeption" den Gegenstand der Literatursoziologie bestimmt, interpretiert Nicole Köck dies als "das Ende der Literatursoziologie“.

## Schriften (Auswahl)
- Max Weber mit Selbstzeugnissen und Bilddokumenten. 5. Auflage, Rowohlt, Reinbek bei Hamburg 1997, ISBN 978-3-499-50216-3 (Erstauflage 1985, ISBN 978-3-499-50216-3).
- Gesellschaft und Literatur. Aufsätze zur Literatursoziologie. Kovač, Hamburg 1994, ISBN 978-3-86064-128-6.
- Die Hauptrichtungen der Literatursoziologie und ihre Methoden. Ein Beitrag zur literatursoziologischen Theorie. 6. Auflage, Bouvier, Bonn 1974, ISBN 978-3-416-00828-0 (zugleich Dissertationsschrift, Universität Mainz 1962).
- Als Herausgeber: Vergleichende Literaturwissenschaft. Econ, Düsseldorf/Wien 1973, ISBN 978-3-430-12988-6.
- Dichtung in der bürgerlichen Gesellschaft. Sechs literatursoziologische Studien. Bouvier, Bonn 1972, ISBN 978-3-416-00868-6.
- Als Herausgeber: Wege der Literatursoziologie. Luchterhand, Neuwied 1971 (Erste Auflage 1968).